# Direkt skatt
Direkt skatt är en skatt som betalas av den som är tänkt att slutligen bära kostnaden. Skatterna kallas direkta därför att den som betalar in skatterna (skattesubjekt) är densamma som är tänkt att drabbas av kostnaden. Inkomstskatt och förmögenhetsskatt är exempel på direkta skatter. Motsatsen är indirekt skatt där någon annan än den som betalar in skatten drabbas av kostnaden. Moms är en indirekt skatt.